# Sociedad de la Lengua Turca
Türk Dil Kurumu (TDK) es la Sociedad de la Lengua Turca. Fue fundada por Kemal Atatürk en 1932 como Türk Dili Tetkik Cemiyeti  ("Sociedad para la Investigación de la Lengua turca"), un estamento independiente. En agosto de 1983, durante el período del golpe militar de 1980 en Turquía, la Sociedad de la Lengua turca pasó a estar bajo control del gobierno turco.
El idioma turco (Türkçe o Türk Dili), regulado por esta institución, pertenece a la familia lingüística de las lenguas turcas, cuya área geográfica se extiende desde el occidente de China hasta los Balcanes. Las lenguas más próximas al turco son el azerí y el turcomano.

## Premios literarios de la institución
La Sociedad de la Lengua Turca ha otorgado premios relacionados con la lengua turca desde 1955, algunos de los cuales han sido recibidos por:
- Campo científico 
  - 1955 galardonado Abdülhak Hamid Tarhan
  - 1957 galardonado Cavit Orhan Tütengil
  - 1960 galardonado H. Batuhan
  - 1977 galardonado Emre Kongar
- Arte
  - 1955 galardonado Cahit Külebi
  - 1964 galardonado Behçet Necatigil
  - 1969 galardonado Necati Cumalı
- Novela
  - 1958 galardonado Oktay Akbal
  - 1962 galardonado N. Meriç
  - 1968 galardonado Kemal Tahir
  - 1971 galardonado Fakir Baykurt
- Cuento
  - 1958 galardonado T. Yücel
  - 1968 galardonado Samim Kocagöz
  - 1969 galardonado Orhan Kemal
- Teatro
  - 1960 galardonado Orhan Asena
  - 1970 galardonado Aziz Nesin
  - 1972 galardonado Haldun Taner
  - 1974 galardonado Adalet Ağaoğlu
  - 1980 galardonado R. Bilginer
- Otros 
  - 1962 galardonado Fikret Otyam
  - 1965 galardonado Ceyhun Atıf Kansu
  - 1978 galardonado Çetin Altan

## Enlace oficial
Türk Dil Kurumu (TDK), Sociedad de la Lengua Turca